# La Femme idéale (album)
Pour le film d'André Berthomieu, voir La Femme idéale.
Albums de Ben Mazué
33 ans
(2014) Paradis
(2020)
La Femme idéale est le 3e album studio du chanteur français Ben Mazué, sorti le 15 septembre 2017.

## Genèse et thématiques
Trois ans après la sortie de 33 ans, Ben Mazué sort La Femme idéale. Mazué commence l'écriture alors que la tournée du précédent album touche à sa fin. Alors que de nouvelles dates sont prévues, le chanteur s'aperçoit qu'il n'aura pas le temps de passer en studio pour enregistrer les nouvelles chansons qu'il a écrites,. Pour Mazué, il a écrit « un spectacle avant d'écrire un album ». L'enregistrement de l'album se passe en studio à Paris. Guillaume Poncelet travaille sur toutes les chansons de l'album ; avec Mazué, ils se sont rencontrés lors du précédent album en travaillant sur la chanson Les âges.
L'album a pour thématique l'amour, le couple (10 ans de nous, La mer est calme, Nous deux contre le reste du monde), les relations humaines et le temps qui passe ou la nostalgie (Let Me, 10 ans de nous, Quand je vois cette image),,,,. Mazué aborde plusieurs registres, un temps léger et lumineux (La liesse est lovée ) avec de la tendresse et de mots qui font du bien ou de vague à l'âme.
L'album est certifié disque de platine pour 100 000 exemplaires vendus.

## Accueil critique
Emmanuel Marolle du Parisien note qu'« il y a toujours quelque chose d'artisanal dans la musique de Ben Mazué, jamais clinquante, toujours délicate ». « Ben Mazué chante, parle, rappe son histoire avec sa moitié », poursuit le critique, dans « un disque à fleur de peau, dont l'émotion vous fait monter les larmes aux yeux, sans jamais être pleurnichard ». Pour Jean-Claude Demari de RFI, « Ben Mazué change une nouvelle fois de style : après le rap léger en 2011 et le parlé-chanté impétueux en 2014, le voici qui aborde, avec La Femme idéale, la chanson ». Frédéric Jambon du Télégramme note que le disque « soul, groove, avec des chœurs aux accents gospel » est un « album positif » avec des morceaux déroutants comme La Femme idéale ou « tonique » avec J'arrive. Nathalie Lacube de La Croix compare Mazué à Michel Jonasz et à Vincent Delerm dans sa façon dont il « dit notre époque en tonalités intimistes ». Pour la journaliste, les chansons de Mazué « créent parfois une ambiance de comédie musicale, en particulier dans La mer est calme, splendide titre en guitare et voix, à la mélodie enlevée qui fait pourtant entendre la crainte de la rupture ». Pour Libération commente qu'il s'agit d'un « convaincant nouvel album d'un chanteur français un peu trop méconnu qui grimpe pour l'occasion en première division ».
Plusieurs critiques soulignent la poésie de l'album. Notamment Aficia, pour qui le disque est « d'une grande poésie » où Mazué mélange « une force de caractère à des émotions variées, toujours sur le fil d’une fêlure qu’on ne parvient jamais à toucher ». Ou pour Charts in France : « Mazué confirme ici son statut de poète romantique, aimant scruter le quotidien et ses sentiments intérieurs pour en faire des chansons uniques aux textes ciselés ».

## Pistes
Toutes les chansons sont écrites et composées par Ben Mazué.
| 1.  | J'arrive                           |                    | Marlon B., Huko, Guillaume Poncelet | 3:12 |
| 2.  | 10 ans de nous                     | Guillaume Poncelet | Poncelet, Marlon B.                 | 3:37 |
| 3.  | La femme idéale                    |                    | Poncelet, Marlon B.                 | 3:12 |
| 4.  | La liesse est lovée                |                    | Poncelet, Marlon B.                 | 2:19 |
| 5.  | La mer est calme                   | Laurent Lamarca    | Poncelet, Marlon B.                 | 3:58 |
| 6.  | Quand je vois cette image          | Poncelet           | Poncelet, Marlon B.                 | 2:43 |
| 7.  | Élodie                             |                    | Poncelet, Marlon B.                 | 3:13 |
| 8.  | J'attends                          |                    | Poncelet, Marlon B.                 | 3:30 |
| 9.  | Dans le mille                      |                    | Poncelet, Marlon B.                 | 2:40 |
| 10. | Let Me                             |                    | Poncelet, Marlon B.                 | 2:45 |
| 11. | Illusion                           |                    | Poncelet, Marlon B.                 | 3:05 |
| 12. | Nous deux contre le reste du monde |                    | Poncelet, Marlon B.                 | 3:42 |

## Classements
| Classement (2017)            | Meilleure position |
| ---------------------------- | ------------------ |
| Belgique (Wallonie Ultratop) | 77                 |
| France (SNEP)                | 14                 |